# Hypsugo
Hypsugo ist eine Fledermausgattung aus der Familie der Glattnasen (Vespertilionidae). Sie wurde erst vor kurzem von der Gattung der Zwergfledermäuse (Pipistrellus) abgetrennt und umfasst über 21 Arten, davon lebt eine, die Alpenfledermaus (Hypsugo savii), auch in Europa.

## Allgemeines
Die Tiere dieser Gattung sind eher klein, ihre Kopfrumpflänge beträgt rund 40 bis 60 Millimeter. Ihr Kopf ist durch die kurze, breite Schnauze und die ebenfalls kurzen Ohren charakterisiert. Die Färbung des dichten Fells variiert von sandfarben bis dunkelbraun.
Diese Fledermäuse sind in Eurasien, Afrika und Nordamerika verbreitet. Sie leben in verschiedensten Habitaten, von Wüsten bis zu Regenwäldern. Als Schlafplätze bevorzugen sie Spalten in Häusern, Höhlen oder hohlen Baumstämmen. Sie gelten als gewandte Flieger, die ihre Nahrung, hauptsächlich Insekten, vorrangig im Flug erbeuten.

## Die Arten
Es werden über 20 Arten unterschieden:
- Hypsugo alaschanicus
- Hypsugo anchietai ist im mittleren Afrika beheimatet.
- Hypsugo anthonyi bewohnt ein kleines Gebiet im nördlichen Myanmar. Aufgrund der Zerstörung ihres Lebensraumes gilt sie vom Aussterben bedroht (critically endangered).
- Die Arabische Zwergfledermaus (Hypsugo arabicus) kommt in Oman und Iran vor.
- Hypsugo ariel lebt in Israel, Ägypten, Sudan, Saudi-Arabien und Jemen.
- Hypsugo bodenheimeri
- Hypsugo cadornae ist von Indien bis Thailand verbreitet.
- Hypsugo dolichodon lebt in Laos und Vietnam.[1]
- Hypsugo hesperus ist im westlichen Nordamerika beheimatet.
- Hypsugo imbricatus lebt auf den Philippinen und Indonesien.
- Hypsugo inexpectatus ist im mittleren Afrika verbreitet.
- Hypsugo kitcheneri ist in Borneo endemisch.
- Hypsugo lanzai
- Hypsugo lophurus lebt im südlichen Myanmar und Thailand.
- Hypsugo macrotis
- Hypsugo musciculus ist im mittleren Afrika verbreitet.
- Hypsugo pulveratus lebt in Südchina und Thailand.
- Die Alpenfledermaus (Hypsugo savii) bewohnt weite Teile Eurasiens und Nordafrika.
- Hypsugo stenopterus lebt in Südostasien.
- Hypsugo vordermanni

2019 stellten Rainer Hutterer, Jan Decher, Ara Monadjem und Jonas Astrin die nahe verwandte Gattung Parahypsugo aus Afrika auf. Parahypsugo happoldorum wurde als Typusart bestimmt und als neue Art beschrieben. Die Eisentraut-Zwergfledermaus (ehemals Hypsugo eisentrauti) und die Westafrikanische Kurzkopffledermaus (ehemals Hypsugo  crassulus) wurden ebenfalls in die neue Gattung gestellt. Parahypsugo bellieri (ehemals Pipistrellus eisentrauti bellieri) wurde in den Artstatus erhoben.